# Nachthemd

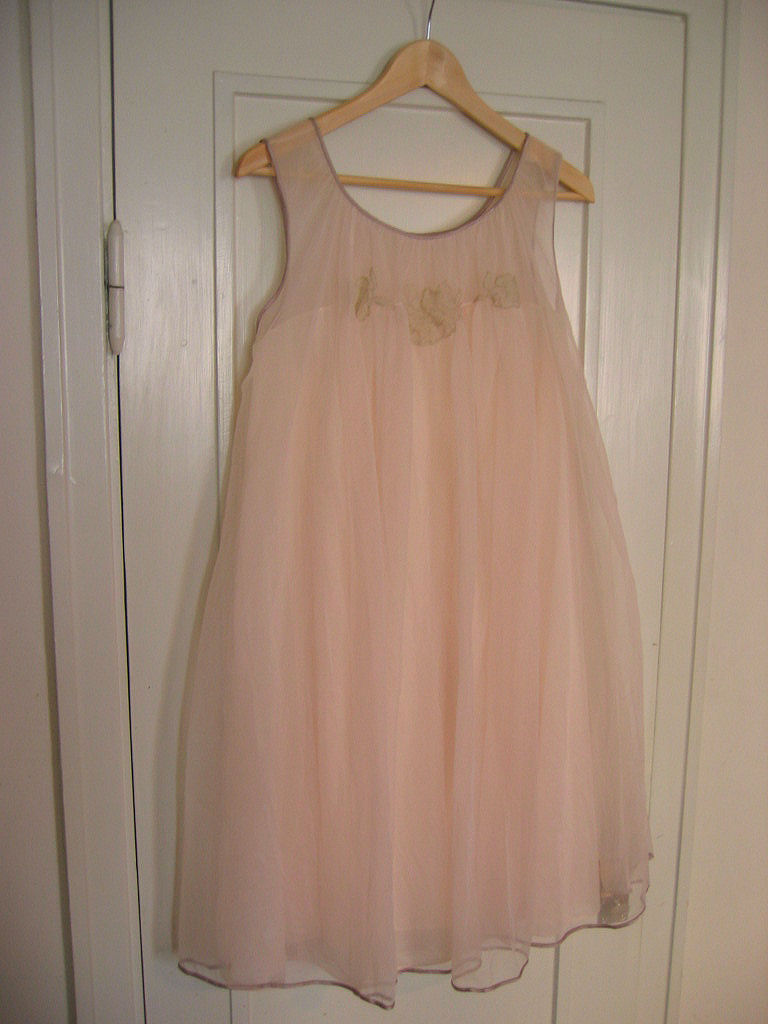
Roze nachthemd van chiffon

Een nachthemd, nachtpon of nachtjapon is een lang hemd dat tijdens de nachtrust in bed gedragen wordt. 

## Geschiedenis
Vóór de 16e eeuw werd er geen specifieke nachtkleding gedragen.

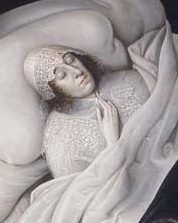
Schilderij uit 1635 van een in het kraambed overleden vrouw met een nachtjapon en slaapmuts, detail van een groter schilderij door John Souch

Eind 17e eeuw gingen rijkere dames 's nachts een speciaal hemd dragen, dat er echter hetzelfde uitzag als de hemden die overdag gedragen werden: een groot en vormloos hemd van linnen of batist. Het werd vaak  versierd met borduurwerk. Bij het nachthemd werd een slaapmuts gedragen die het hele hoofd omsloot. 
Ook mannen droegen in de 17e eeuw een nachthemd, een wijd wit hemd met een brede kraag en lange mouwen.
Oorspronkelijk toonden nachthemden weinig aantrekkelijks van de persoon die erin sliep. De hemden werden thuis gemaakt. Rond 1850 ontstond een handel waarbij hemden kant en klaar gekocht werden. Dit ging gepaard met de introductie van mooie, zachte textielsoorten. Rond 1880 werden de nachthemden steeds mooier en verdween ook de nachtmuts. De hemden werden versierd met kant of  linten. De nachthemden kregen ook een hoge taille en een decolleté. Ook kwamen er steeds meer kleurige nachtjaponnen.  

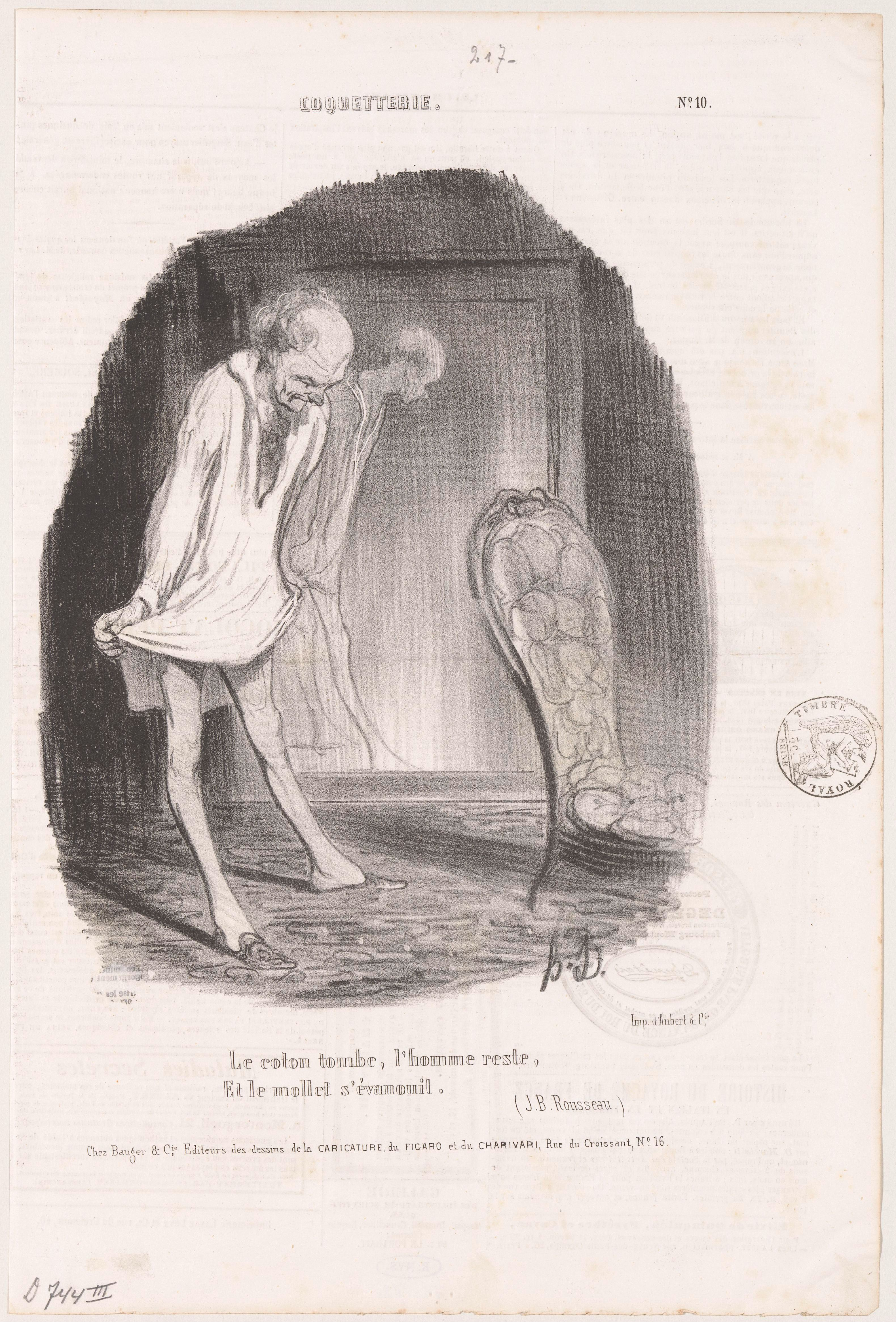
Oude man in nachthemd bekijkt zijn benen bij de spiegel. Honoré Daumier, 1840

De pyjama werd in Engeland populair vanaf 1915, toen mensen een praktischer nachtkleding gingen dragen, met name met als reden om 's nachts makkelijker de straat op te kunnen vluchten als er een bombardement was. Luxe nachtjapons werden in die periode, en ook veel later nog, echter ook gedragen.
In de jaren 1970 waren er ook wegwerp nachthemden op de markt, zodat het niet nodig was deze te wassen tijdens een vakantie.
Doordat er voor nachtjaponnen steeds meer synthetische materialen gebruikt werden en omdat het gaat om loszittende, dunne kleding, werd het risico op brandwonden groot, temeer doordat de kleding gedragen werd in de buurt van kaarsen, of doordat mensen rookten in bed. Tientallen mensen raakten per jaar gewond, en een enkele maal overleed de persoon aan de brandwonden, onder andere in Denemarken in 1952. Vanaf 1977 werd brandgevoelige nachtkleding in Nederland voorzien van een waarschuwingslabel.

## Huidige tijd
In de eenentwintigste eeuw worden nachthemden vooral gedragen door vrouwen.
Nachthemden worden in de huidige tijd door patiënten van alle genders in de zorgsector gedragen. Deze nachthemden hebben vaak aan de achterkant een sluiting waardoor het makkelijker aan te trekken is bij mensen die zorg behoeven. Soms is de achterkant extra kort uitgevoerd.